# Stunts
Stunts, distribuito anche col titolo 4D Sports: Driving, è un simulatore di guida per MS-DOS, in seguito convertito per Amiga e PC-9801.

## Modalità di gioco
Stunts non è dotato di campionati o tornei, è infatti possibile gareggiare contro il tempo o contro un avversario controllato dalla CPU in gare singole. Ogni avversario è dotato di punti di forza e punti deboli, elencati in una tabella. Sono disponibili 11 diversi modelli di automobili: Acura NSX, Audi Quattro Sport, Chevrolet Corvette ZR1, Ferrari 288 GTO, Jaguar XJR-9 IMSA, Lamborghini Countach 25º Anniversario, Lamborghini LM002, Lancia Delta HF Integrale 16V, Porsche 962 IMSA, Porsche Carrera 4 e Porsche March Indy.
I tracciati sono caratterizzati dalla presenza di ostacoli e di svariati elementi acrobatici, come curve paraboliche o rampe. Il gioco dispone di un editor con il quale costruire tracciati, che possono essere salvati su disco; anche i replay delle gare possono essere registrati, e visualizzati in seguito con diverse visuali.

## Versioni
La prima versione di Stunts (1.0) venne distribuita da Brøderbund nell'ottobre 1990 negli Stati Uniti; l'anno seguente venne pubblicata una versione migliorata (1.1) e distribuita anche in Europa da Mindscape con il titolo di 4D Sports Driving, rendendo così il gioco parte della loro linea 4D Sports insieme a 4D Sports Boxing e 4D Sports Tennis. La versione Amiga, pubblicata nel 1992, venne pubblicata da Midscape e dotata di musica migliorata rispetto alla versione PC. Nel 1993 il gioco arrivò anche nel mercato giapponese, con una versione per NEC PC-9801 pubblicata da Electronic Arts Victor intitolata 4D Driving.